# Сэломон I
Ягбыа-Цыйон или Ягбеу Сейон (геэз ይግባ ጽዮን; тронное имя ቀዳማዊ ሰለሞን — Сэломон I) — император Эфиопии в период с 18 июня 1285 года  до 1294 года, из Соломоновой династии.

## Правление
Был соправителем своего отца, Йэкуно Амлака, в последние годы его правления, а после его смерти стал единоличным правителем Эфиопии. О его правлении известно лишь то, что он старался находиться в добрых отношениях с мусульманами Египта и с близлежащими султанатами, а также то, что он поддерживал контакты с Иерусалимом. Подобно отцу, его попытки получения особых полномочий для эфиопского патриарха оказались неудачными. В своём письме египетского султана, датированном 1289 годом, негус упрекал последнего, что тот возложил на себя защиту подвластных христиан, хотя должен заботится только о своих мусульманских подданных.
В 1288 году Сэломон I планировал совершить паломничество в Иерусалим, однако отправил туда посланником своего епископа. На обратном епископа захватил султан Адала, принуждая эфиопского епископа обратиться в ислам. Когда ему это не удалось, он приказал сделать епископу принудительное обрезание, прежде чем освободил его. Негус выступил против Адала, и несмотря на поддержку последнего со стороны двух мусульманских правителей, султан потерпел поражение, а его столица оказалась взята победителем.
Другим важным событием в период его правления было восстание Йыкэбэнэ, который пытался захватить императорский трон.
Некоторые историки считают, что согласно завету Ягбыа-Цыйона, пять его сыновей  — Цынфэ-Арыд, Хызбэ-Ассэгыд, Кыдмэ-Ассэгыд, Жэн-Ассэгыд, Бахыр-Ассэгыд — должны были поочередно занимать престол на год, сменяя друг друга. Другие же утверждают, что его сыновья правили страной по очереди и-за династической путаницы.